# Agave albopilosa
Espèce
Agave albopilosa est une espèce menacée d'agave saxicole qui a été découverte en 1997 mais qui a été reconnue en tant qu'espèce en 2007. Des populations dispersées de cet agave se rencontrent dans la zone de haute altitude de la réserve naturelle de La Huasteca, dans la Sierra Madre Orientale, et croissent sur des talus rocheux. Ces populations sont formées par des individus solitaires ou des petites colonies entre 1000 et 1500 m d'altitude.